# Iosif Király
Iosif Király (n. 1957, Timișoara) este arhitect și artist vizual român, profesor la Universitatea Națională de Arte București, unde predă din 1992. Este co-fondator al Departamentului de  Fotografie și Imagine Dinamică (1995). Printre cursurile predate în cadrul UNAB se numără Istoria fotografiei (licență), Imaginea vizuală în epoca post-fotografică (master), Fotografia ca artă contemporană - concepte, teme, strategii (master).
Din 1991 este membru al grupului subREAL iar până în 1989 a participat la numeroase evenimente în cadrul Atelier 35 Timișoara și București. În anii '80 a fost activ în rețeaua internațională mail-art, o mișcare artistică alternativă generată de grupul Fluxus.
După 2000 a realizat împreună cu arhitecții Mariana Celac și Marius Marcu Lapădat mai multe cercetări fotografice ce investighează schimbările din peisajul urban românesc in perioada post-comunistă. În 2007 a inițiat și de atunci coordonează RO_Archive, un amplu proiect de documentare vizuală a mutațiilor ce se petrec la nivel național în mai multe domenii (industrie, agricultură, comerț, cultură, educatie, religie, turism, etc.)
Este membru al Uniunii Artiștilor Plastici din România (U.A.P.) și al Asociației Internaționale a Criticilor de Artă (A.I.C.A.).
Din 2008 este deținător al titlului universitar de Doctor în Arte Vizuale (artis doctor) la Universitatea Națională de Arte București.

## Studii
În 1976 a absolvit liceul de Arte Plastice din Timișoara, în contextul unui program experimental (unic in peisajul pedagogic din Romania acelor ani) inițiat și condus de membrii grupului Sigma și de un grup de tineri profesori formați în jurul acestora. A continuat cu studii universitare la Institutul de Arhitectură „Ion Mincu” din București și studii doctorale la Universitatea Națională de Arte București.

## Activitatea științifică și didactică
În paralel cu activitatea didactică de la Universitatea Națională de Arte București, Iosif Király este profesor asociat al Școlii Naționale de Studii Politice și Administrative (SNSPA), în cadrul Masteratului de Studii Vizuale, unde predă cursuri a căror tematică se situează la confluența artisticului cu socialul și politicul: Imagine și societate (sem. 1), Imaginea vizuală, între iluzie și manipulare (sem. 2).
De asemenea colaborează ca profesor invitat (visiting professor) în cadrul programului masteral internațional Master of Fine Arts in Imaging Arts – Photography – Fondazione Fotografia Modena.
A susținut prelegeri și cursuri de scurtă durată în mediul artistic și academic național și internațional în cadrul unor instituții de prestigiu precum: New York University si ICRNY (2015),  Castrum Peregrini, Amsterdam (2013), School of Slavonic and East European Studies (SSES) - University College London (2011), Muzeul de artă Cluj-Napoca (2010), Centrul Ceh, București (2008), Teheran University (2008), FRISE Künstlerhaus, Hamburg (2008), Centrul Internațional pentru Artă Contemporană, Chișinău (2007), Facultatea de Arte / Universitatea de Vest, Timișoara (2007), MNAC și Institutul Cervantes București (2007), Yazd University (2005), Technisches Museum Wien(2005), Goethe Institut București
(2005, 1999, 1997), Universitatea de Architectură și Urbanism “Ion Mincu” București (2004 – 2008), F+F School for Art & Media Design, Zürich (2004), Mobile Akademie, Berlin (2004), European Forum for Cultural Exchanges, Tessaloniki (2004), British Council București (2003), SKC Beograd (2003), Centrul de Excelenta pentrul Studiul Imaginii (CESI), București (2003), Universitatea București, Facultatea de Filologie (2003 – 2005), University of Art Bergen (2002), Centrul Internațional de Artă Contemporană, București (2000), Art & Tech Institute, Linz (1999), Merz Akademie, Stuttgart (1998), Kunstakademie, Stuttgart (1998), School of Film and Photography, Goteborg University (1997).
Iosif Király este implicat în numeroase proiecte culturale și proiecte de cercetare artistică: D-PLATFORM – Instrument cultural si portal interdisciplinar dedicat arealuli dunarean (2015-2017); Secțiune transversală. Dinamica schimbărilor în peisajul urban din București (2007, AFCN), PROMO_UNA, Promovarea tinerilor artiști români contemporani (Universitatea Națională de Arte București, 2007, finanțare MCC/ PROMOCULT), PRO_Archive - Depozitar de imagine contemporană și memorie virtuală (Universitatea Națională de Arte București, 2008, finanțare MCC/ PROMOCULT, RO_Archive - Reactualizarea imaginii României ca stat european pe baza unei arhive electronice de imagini și texte cu valență artistică și obiectivitate științifică (Universitatea Națională de Arte București, 2007-2010, finanțare CNCS/ IDEI PN II), ACOFIN – ARTA.CONSUM.FINITUDINE (Universitatea Nationala de Arte Bucuresti, 2013, AFCN). În perioada 2009 – 2012 este membru în bordul știintific al Colegiului Noua Europă, București pentru proiectul de cercetare GE‐NEC III: Arta în Romania 1945 – 2000 (proiect finantat de fundația Getty).

## Activitatea artistică
In paralel cu activitatea artistică individuală, din 1991 devine membru in grupul artistic „subREAL”, interesat de experimentul mediatic, instalații foto și video. Participă la Bienala de la Veneția (1993), Bienala de la Sao Paulo (1994), „Beyond Belief” din Chicago (1996), „After the Wall” în Stockholm (1999), „L'Autre Moitié de l'Europe”, Paris (2000).  Mediile predilecte de exprimare sunt fotografia, desenul, instalația și performance. 
În perioada 31 mai–21 octombrie 2012 Muzeul Național de Artă Contemporană a organizat evenimentul expozițional de mare anvergură subREAL Retrospect.”
A beneficiat de rezidențe și burse oferite de Kultur Kontakt, Salzburg 1992, Künstlerhaus Bethanien, Berlin 1995, Akademie Schloss Solitude, Stuttgart 1997, Kultur Kontakt, Viena 1999, Nordic Institute for Contemporary Art, Helsinki 2000, Light Work Syracuse, New York 2001, IASPIS, Stockholm 2002, Foundation BINZ39, Zürich 2004, New Europe College/ Getty Fellow, București 2005, Trebesice Castle, Cz 2006, European Central Bank ‐ Annual Photography Award, 2nd prize 2009, , New Europe College/ Senior Getty Fellow, București 2009, 18th Street Arts Center, Santa Monica / USA, două burse oferite de The Los Angeles Department of Cultural Affairs și The Trust For Mutual Understanding 2012, Castrum Peregrini Arhivat în 27 februarie 2015, la Wayback Machine., Amsterdam 2013.
Lucrări în colecții publice: Muzeul Național de Artă Contemporană, București (MNAC); Stedelijk Museum, Amsterdam; 2000+ Arteast Collection, Moderna Galerija Ljubliana; Hamburger Bahnhof – Museum für Gegenwart, Berlin; Neue Galerie Graz am Landsesmuseum Joanneum; Museum of Contemporary Art, Ars Aevi, Sarajevo; The Benetton Collection; Light Work, Syracuse NY; Emprise Bank, Wichita, KS; Fondazione Cassa di Risparmio di Modena; European Central Bank, Frankfurt; Hypo Bank, Frankfurt.

## Expoziții personale și alte proiecte artistice
2015:
INREGISTRAREA URMELOR - 
De la Performance la LandArt prin Fotografie si Mail Art. Iosif Kiraly si Doru Tulcan,1970 – 1990. Jecza Gallery, in cadrul TAE (Timisoara Art Encounters). 
2014:
- Serving Art_1, Intact Gallery, Cluj / Ro

2013:
- subREAL Retrospect, SALT, Istanbul / Tr ;
- Fotografia: de la melancolie la traumă, de la document la monument. Galeria Intact / Fabrica de pensule, Cluj / RO;

2012:
- subREAL Retrospect, 1990-2012, MNAC, București / Ro
- Then and Now. Between Layers of Memory, Castrum Peregrini, Amsterdam / NL
- Art is Concrete. Dataflow - Camera Austria, Graz / A
- În căutarea momentului decisiv – Galeria Jecza, Timișoara / Ro

2010:
- Reconstructions – Camera Austria, Graz / A

2009:
- Reconstrucciones ‐ Museo de Semana Santa, Cuenca / E, in cadrul PhotoEspana

2006:
- Memoria, Gallery Futura, Praha / Cz;
- East from the West, Galleria Artra, Milano / I

2005:
- Blau, Die Erfindung der Donau, Technisches Museum Wien / A

2004:
- Triaj, Galeria Noua, Bucuresti / Ro; “Communication 1:1:1”, MNAC‐Kalinderu
- Medialab Bucuresti / Ro*(performance)

2003:
- Reconstructions, Galeria Noua, Bucuresti / Ro;

2002:
- Interviewing the Cities - Stockholm, IASPIS Galleriet, Stockholm / S ;
- Interviewing the Cities - Bucuresti, Galeria Noua, Bucuresti / Ro

2001 :
- Interviewing the Cities - Vienna, Fotogalerie Wien /A;
- Ineterviewing the Cities - Montreal,Vox Gallery, Montreal / CA
- Palatele cu turle,  Centrul pentru arta contemporana (CIAC), Bucuresti / Ro

2000:
- Indirect, Profil Galerie, Bratislava / Sk

1998:
- Serving Art 1&2 Akademie Schloss Solitude, Stuttgart / D

1996:
- Dataroom, Neuer Berliner Kunstverein / D

1994:
- The Castle, Center for Contemporary Art - Ujazdowski, Warsaw / PL

1992:
- Draculaland, Museum of Art Bistrita / Ro

## Expoziții de grup (selecție)
2015
- Ex and Post, Australian Center of Photography, Sydney
- Aparenta si Esenta, Halele Timco, in cadrul TAE (Timisoara Art Encounters)
- De la confirmare la contestare. Practici artistice in spatiul public. MNAC, Bucuresti.

2014:
- Perduti nel paesaggio, MART – Museo di Arte Moderna et Contemporanea di Trento e Rovereto / IT
- Europe. South East – RECORDED MEMORIES, MNAC, Bucuresti / Ro, CerModern, Ankara /Tr; Nicosia Municipal Art Center, CY,
- Turning Points, Hungarian National Gallery, Buda Palace, Budapest / Hu
- Kiritik und Krise – Balassi Institut, Collegium Hungaricum, Berlin / D
- Invatamantul artistic bucurestean si arta romaneasca dupa 1950, MNAC_etaj 1, Bucuresti / Ro
- WHAT ABOUT Y[OUR] MEMORY, MNAC_etaj 4, Bucuresti / Ro
- Spatiu Expandat, Parcul Izvor, Bucuresti / Ro
- Contemporary Art Ruhr – Media Art Fair, Essen / D
- Art Safari, Pavilionul de Arta, Bucuresti, Ro

2013:
- Europe. South East – RECORDED MEMORIES, Museum of Photography Braunschweig / D; Museum of Modern and Contemporary Art in Rijeka / Si;
- Orasul vazut de generatia '80 – Victoria Art Center, Bucuresti / Ro
- Swich Over - Victoria Art Center, Bucuresti / Ro

2012:
- Doppio gioco – Double Game. The Ambiguity of the Photographic Image, Fondazione Bevilacqua La Masa, Venice / I.
- Second Life in Communism, Platforma, Bucharest / Ro
- City Cultures in Focus, Depo Gallery Istanbul / Tr
- Time, Place and the Camera: Photographs at work, National Gallery of Kosovo, Pristhina/Kosovo
- Body World. Traveling the Distance between Subject and Object, Victoria Art Center For Contemporary Cultural Production, Bucuresti/Ro

2011: 
Curated By, Charim Gallery Wien/A; 
- Bucarest. Ciudad paradójica, in the frame of Photo Espana 2011;
- e-cites / Bucarest - Musée d’Art Moderne, Saint-Etienne, F (cat)
- Art Embodied, Romanian Artists from the 80's – Galerie Alain Oudin, Paris / F (cat)
- Memoirs from a Cold Utopia, London Print Studio, UK (cat)

2010:
- European Central Bank ‐ Annual Photography Award 2009, MNAC, Bucharest / Ro (catalogue);
- Territories of the In/Human ‐ Württembergische Kunstverein (WKV), Stuttgart / D (catalogue);
- When History Comes Knocking: Romanian Art from 80s and90s in Close Up, Gallery Plan B, Berlin / D;
- Transitions Urbaines – Espace Apollonia, Strasbourg / F;
- Transitland: videoart in Central and Eastern Europe 1989-2009, Reina Sofia, Madrid, Spania

2009:
- Subversive Practices, Art under Conditions of Political Repression 60s ‐ 80s South America / Europe, Württembergischer Kunstverein Stuttgart / D; History
- Memory Identity, Contemporary Photography from Eastern Europe, former Sant’Agostino Hospital, Modena / I

2007:
- Prague Biennale 3, Karlin Hall, Praha / Cz;

2005:
- Paradoxes: The Embodied City, Fundação Calouste Gulbenkian, Lisbon / P;

2004:
- Formate / Moving Patterns, Kunsthalle Wien, project space, Vienna / A; “Collage Europa”, The Netherlands Architectural Institute (NAi), Rotterdam /NL;

2000:
- L'Autre Moitié de l'Europe, Galérie Nationale du Jeu de Paume, Paris /F

1999:
- Biennale di Venezia (Pavilionul României_1999, Institutul Cultural Român_1997, Aperto, Corderie dell'Arsenale_1993) / I

1996:
- Manifesta 1, Rotterdam / NL,

1995-1997:
- Beyond Belief – Contemporary Art from East Central Europe, Museum of Contemporary Art Chicago; Allen Memorial Art Museum, Oberlin; Institute of Contemporary Art, Philadelphia; Joslyn Art Museum, Omaha / USA

1994:
- Europa, Europa - Das Jahrhundert der Avantgarde in Mittel und Osteuropa, Bonn/ D

## Participare la conferințe de specialitate și curatoriat de expoziții
2015:
- Participant la Re-mediating the Archive: Image, Word, Performance, New York University, NYC / USA

2014:
- Co-curator (împreună cu Irina Cios) a expoziției What About YOur Memory la MNAC, et. 4
- Participant la workshop-ul Education in Arts / Arts in Education, UNA galeria, Bucuresti.

2014:
- Participant la workshop-ul Exchange and Debate Peer Platform, Universitatea Națională de Arte București, București
- Workshop The Visual Image between Illusion and Manipulation -  sustinut ca visiting professor la Master of Fine Arts in Imaging Arts and Photography, Fondazione Fotografica, Modena, Italy;
- Prelegere Then and Now. Between Layers of Memory, Castrum Peregrini, Amsterdam / NL
- Prelegere Teaching Photography, in cadrul Patterns Lectures, Academia de Arte Viena/A
- Artist talk subREAL  - from A to Z susținut de Iosif Kiraly, Călin Dan, Dan Mihălțianu și moderat de Vasif Kortun la SALT Beyoglu - Istanbul/TR

2012:
- Co-organizator workshop: Arhivele politiei secrete. Abordari interdisciplinare in cadrul expozitiei “Second Life in Comunism”, Spațiul Platforma/MNAC-Anexa, Bucuresti / Ro
- Curator expoziție Second Life in Comunism, Spațiul Platforma – MNAC-Anexa, Parteneri: MNAC, CNSAS, UNA Bucuresti / Ro

2011:
- Participant la simpozionul Art History meets Art Theory, în cadrul seriei de seminarii East‐Central Europe, o initiativa a Sterling and Francine Clark Art Institute, la Colegiul Noua Europa, Bucuresti / Ro
- Participant la simpozionul Donaustrategie, Europäische Akademie – Berlin / D
- Participant la simpozionul Contemporary Art and Reconciliation in the region of South-Eastern Europe, organizat de UNESCO in colaborare cu Ministerul Culturii al Republicii Serbia și cu Muzeul de artă contemporană din Belgrad cu ocazia celei de a IX-a întâlniri a șefilor de stat din Europa de sud-est, Belgrad, / RS

2010:
- Participant la conferința Diaspora in Scientific Research and Higher Education in Romania, FORHE proiecte strategDonaustrategieice (www.forhe.ro) și Colegiul Noua Europa, Bucuresti / Ro

2009:
- In cadrul grant NEC‐Link fellow, Colegiul Noua Europa Bucuresti, a organizat simpozionul internațional: From Mail Art to Internet Art, from Communist Censorship to Global Surveillance (Universitatea de Vest Timisoara); 2008-2009
- Membru în proiectul interdisciplinar ACUM ‐ Art, Urban Communities, Mobilization – Social Reinsertion of the Artistic and Architectural Project (coordonat de UAUIM – Universitatea de Architectura si Urbanism Ion Mincu Bucuresti) 2006-2009
- Coordonator pe arte vizuale al proiectului de rezidență artistică în România Artist Ne(S)t, inițiat și finanțat de Swiss Cultural Program în România și derulat de Centrul European de Cultură din Sinaia.  2006-2009

2008:
- Participant în proiectul Silk Road, organizat în Iran de Fundația X-Change din Viena în colaborare cu Universitatea din Tehran și Universitatea din Esfahan;

2007:
- Organizează simpozionul internațional Technology and the Photography in Transition, Colegiul Noua Europă, București.
- Comisar al festivalului de fotografie surEXPOSITIONS, ediția a 3-a, organizat în cadrul Centrului Cultural Francez, Timișoara;
- Participant în proiectul Odysseus auf der suche nach Europa, inițiat de Goethe Institute München ( http://www.goethe.de/ges/eur/prj/ody/ro/deindex.htm )

2006:
- Participant la simpozionul din cadrul Festivalului de fotografie surEXPOSITIONS, ediția a 2-a, organizat în cadrul Centrului Cultural Francez, Timișoara
- Participant la masa rotundă: Experimentul in fotografie. De la avangardele istorice la era digitală, MNAC București
- Participant la simpozionul Visual Communication and Confessional Identity, Colegiul Noua Europă, București (NEC)
- Participant la Simpozionul și Expoziția: Exploring Urban Space, Centrul Cultural Ceh București

## Articole, cărți publicate, grafică de carte
- Interviu luat de artistul Iosif Kiraly criticului de artă Adrian Guță – Critical perspectives on Arts, Politics and Culture, The Brooklyn Rail[7]
- Iosif Kiraly, Andrei Mateescu, Raluca Oancea Nestor, Raluca Ionescu (Paraschiv) editori – ACOFIN – ARTA.CONSUM.FINITUDINE, publicată la Editura UNARTE, Bucuresti, 2014
- Iosif Király – Dialog cu Mihai Oroveanu, revista Arta 6-7, 2012, pp. 58–63
- Iosif Király – Fotografia Azi (editorial si coordonator numar), Arta 6-7, 2012, pp. 10–12
- Iosif Király – Reconstructions, Unarte, Bucuresti, 2009
- Iosif Király – Imaginea vizuală în epoca post-fotografică, Editura UNARTE, Bucuresti, 2008.
- Mariana Celac, Iosif Király – Sectiune Transversala / Witdthwise Cross-Section, Unarte, Bucuresti, 2008
- Anton Holzer, Sophie Ristelhueber and Iosif Kiraly - Blue, Inventing the River Danube, Fotohof/Technisches Museum Wien, 2005
- Iosif Király – Reconstrucții, Idea Nr. 14/2003, pp. 18‐30
- Iosif Király – Photography, Octogon No. 10/2002 pp. 89‐102
- subREAL – Interviewing the Cities, Paletten, Nummer 248 2/2002, pp. 15‐17
- Iosif Király – Indirect, Artphoto No. 1/2002, pp. 26‐35
- Iosif Király – Romanian Trains, Orient Express, Vols. 1&2 Autumn, 2002
- Iosif Király -  Indirect, Published by Galeria Profil, Bratislava, 2000
- subREAL – Art History Archive, Interarchive, Verlag der Buchhandlung Walther Konig, Koln 2002, pp. 233‐237
- Iosif Király: Câteva considerații despre fotografia de artă din România, Balkon No. 8, 2001, pp. 23‐28
- Iosif Király, Performative Photography, Balkon No. 9, 2001, pp. 58‐60
- subREAL - Akten/Files, Künstlerhaus Bethanien & Neuer Berliner Kunstverein,1996
- subREAL - Campaign, the Museum of Art, Arad, Romania, 1995
- Nomadic, the Soros Centre for Contemporary Arts, Bucharest (for the Saõ Paolo Biennial), 1994
- subREAL - Draculaland, Ministry of Culture, Bucharest (Venice Biennial), 1993

## Aprecieri
„(...) Călătorind frecvent, Iosif Kiraly dezvoltă o relație specială cu imaginea surprinsă pe peliculă, care se transformă într-o relație cu istoria însăși. Călătoria devine un proces de autoidentificare și investigare prin care clipa prezentă, desi efemeră, poate fi contemplată și analizată retrospectiv: fotografia reprezintă un mijloc de recuperare. Seducția virtuozităților tehnice este înlocuită de frustețea instantaneului în care marginea clișeului devine martor suplimentar.
Fotografia devine la Kiraly o metodă de autoanaliză pornind de la ipoteza pierderii reperelor naturale și a pervertirii capacității de judecată prin cultură. Astfel, ciclul de lucrări Indirect propune privirea în urmă a unor imagini cu o forță vizuală în permanență reevaluată.
Într-o discuție, Iosif Kiraly mărturisea că pentru el viața se aseamănă unei călătorii cu trenul atunci cînd ești așezat cu spatele la sensul de mers. Cînd trece pe lîngă tine, imaginea abia poate fi definită, dar ea rămîne multă vreme supusă privirii în timp ce se departează.
Artist la care se remarcă o abordare complexă a mediului fotografic, Iosif Kiraly este un colecționar de imagini a căror experiență ne invită să o trăim indirect, prin intermediul artei sale.”